# Населення Афганістану
___
Населення Афганістану. Чисельність населення країни 2015 року становила 32,564 млн осіб (41-ше місце у світі). Чисельність афганців стабільно збільшується, народжуваність 2015 року становила 38,57 ‰ (11-те місце у світі), смертність — 13,89 ‰ (9-те місце у світі), природний приріст — 2,32 % (34-те місце у світі) . 

## Природний рух

### Відтворення
Народжуваність в Афганістані, станом на 2015 рік, дорівнює 38,57 ‰ (11-те місце у світі). Коефіцієнт потенційної народжуваності 2015 року становив 5,33 дитини на одну жінку (10-те місце у світі). Рівень застосування контрацепції 21,2 % (станом на 2011 рік). Середній вік матері при народженні першої дитини становив 20,1 року, медіанний вік для жінок — 25—29 років (оцінка на 2010 рік).
Смертність в Афганістані 2015 року становила 13,89 ‰ (9-те місце у світі).
Природний приріст населення в країні 2015 року становив 2,32 % (34-те місце у світі).

### Вікова структура

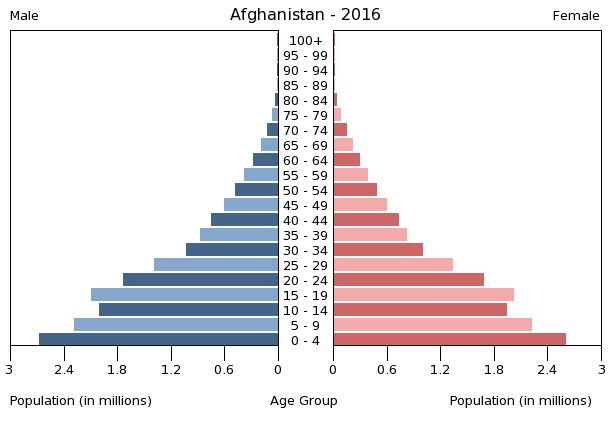
Віково-статева піраміда населення Афганістану, 2016 рік

Середній вік населення Афганістану становить 18,6 року (209-те місце у світі): для чоловіків — 18,5, для жінок — 18,6 року. Очікувана середня тривалість життя 2015 року становила 50,87 року (222-ге місце у світі), для чоловіків — 49,52 року, для жінок — 52,29 року.
Вікова структура населення Афганістану, станом на 2015 рік, мала такий вигляд:
- діти віком до 14 років — 41,47 % (6 861 021 чоловік, 6 644 780 жінок);
- молодь віком 15—24 роки — 22,41 % (3 716 738 чоловіків, 3 579 701 жінка);
- дорослі віком 25—54 роки — 29,69 % (4 928 181 чоловік, 4 741 601 жінка);
- особи передпохилого віку (55—64 роки) — 3,88 % (621 970 чоловіків, 641 307 жінок);
- особи похилого віку (65 років і старіші) — 2,55 % (384 267 чоловіків, 444 776 жінок)[1].

## Розселення
Густота населення країни 2015 року становила 49,8 особи/км² (173-тє місце у світі).

### Урбанізація
Афганістан середньоурбанізована країна. Рівень урбанізованості становить 26,7 % населення країни (станом на 2015 рік), темпи зростання частки міського населення — 3,96 % (оцінка тренду за 2010—2015 роки).
Головні міста держави: Кабул (столиця) — 4,635 млн осіб (дані за 2015 рік).

### Міграції
Річний рівень еміграції 2015 року становив 1,51 ‰ (156-те місце у світі). Цей показник не враховує різниці між законними і незаконними мігрантами, між біженцями, трудовими мігрантами та іншими.

#### Біженці й вимушені переселенці
Станом на 2015 рік, в країні постійно перебуває 257,5 тис. біженців з Пакистану. У той самий час у країні, станом на 2015 рік, налічується 1,174 млн внутрішньо переміщених осіб через політичну нестабільність і посухи останніх років (переважно пуштуни з півдня й заходу).
Афганістан є членом Міжнародної організації з міграції (IOM).

## Расово-етнічний склад
| Етнічний склад Афганістану (2015 рік) | Етнічний склад Афганістану (2015 рік) | Етнічний склад Афганістану (2015 рік) | Етнічний склад Афганістану (2015 рік) | Етнічний склад Афганістану (2015 рік) |
| ------------------------------------- | ------------------------------------- | ------------------------------------- | ------------------------------------- | ------------------------------------- |
| Етнос:                                |                                       |                                       | Відсоток:                             |                                       |
| пуштуни                               | пуштуни                               |                                       | 40%                                   | 40%                                   |
| таджики                               | таджики                               |                                       | 25%                                   | 25%                                   |
| хазарейці                             | хазарейці                             |                                       | 8%                                    | 8%                                    |
| узбеки                                | узбеки                                |                                       | 7%                                    | 7%                                    |
| аймаки                                | аймаки                                |                                       | 4%                                    | 4%                                    |
| туркмени                              | туркмени                              |                                       | 3%                                    | 3%                                    |
| белуджі                               | белуджі                               |                                       | 2%                                    | 2%                                    |
| інші                                  | інші                                  |                                       | 16%                                   | 16%                                   |

Головні етноси країни: пуштуни, таджики, хазарейці, узбеки та інші (белуджі, туркмени, нуристанці, народи Паміру, араби, гуджаратці, брахуйці, кизилбашці, аймакці, пашайці, киргизи) (оціночні дані за 2015 рік).

## Мови
| Мови Афганістану (2015 рік) | Мови Афганістану (2015 рік) | Мови Афганістану (2015 рік) | Мови Афганістану (2015 рік) | Мови Афганістану (2015 рік) |
| --------------------------- | --------------------------- | --------------------------- | --------------------------- | --------------------------- |
| Мова:                       |                             |                             | Відсоток:                   |                             |
| дарі                        | дарі                        |                             | 50%                         | 50%                         |
| пушту                       | пушту                       |                             | 35%                         | 35%                         |
| інші                        | інші                        |                             | 15%                         | 15%                         |

Офіційні мови: дарі — розмовляє 50 % населення країни, пуштунська — 35 %. Дуже поширені тюркські мови (узбецька і туркменська) — 11 %, 30-ма іншими мовами малих народів (белуджійська, пашайська ті ін.) розмовляють 4 % населення. Серед населення країни дуже поширений білінгвізм. Дарі виступає в ролі лінгва франка. Близько 14 різних мов виступають другою офіційною у регіонах переважного користування.

## Релігії
| Релігії в Афганістані (2009 рік) | Релігії в Афганістані (2009 рік) | Релігії в Афганістані (2009 рік) | Релігії в Афганістані (2009 рік) | Релігії в Афганістані (2009 рік) |
| -------------------------------- | -------------------------------- | -------------------------------- | -------------------------------- | -------------------------------- |
| Віросповідання:                  |                                  |                                  | Відсоток:                        |                                  |
| мусульмани                       | мусульмани                       |                                  | 99.7%                            | 99.7%                            |
| інші                             | інші                             |                                  | 0.3%                             | 0.3%                             |

Головні релігії й вірування, які сповідує, і конфесії та церковні організації, до яких відносить себе населення країни: іслам — 99,7 % (сунізм — 84,7-89,7 %, шиїзм — 10-15 %), інші — 0,3 % (станом на 2009 рік).

## Освіта
Рівень письменності 2015 року становив 38,2 % дорослого населення (віком від 15 років): 52 % — серед чоловіків, 24,2 % — серед жінок.
Дані про державні витрати на освіту у відношенні до ВВП країни, станом на 2015 рік, відсутні. Середня тривалість освіти становить 11 років, для хлопців — до 13 років, для дівчат — до 8 років (станом на 2014 рік).

## Охорона здоров'я
Забезпеченість лікарями в країні на рівні 0,27 лікаря на 1000 мешканців (станом на 2013 рік). Забезпеченість лікарняними ліжками в стаціонарах — 0,5 ліжка на 1000 мешканців (станом на 2012 рік). Загальні витрати на охорону здоров'я 2014 року становили 5,3 % ВВП країни (46-те місце у світі).
Смертність немовлят до 1 року, станом на 2015 рік, становила 115,08 ‰ (1-ше місце у світі); хлопчиків — 122,64 ‰, дівчаток — 107,15 ‰. Рівень материнської смертності 2015 року становив 396 випадків на 100 тис. народжень (22-ге місце у світі).
Афганістан входить до складу ряду міжнародних організацій: Міжнародного руху (ICRM) і Міжнародної федерації товариств Червоного Хреста і Червоного Півмісяця (IFRCS), Дитячого фонду ООН (UNISEF), Всесвітньої організації охорони здоров'я (WHO).

### Захворювання
Потенційний рівень зараження інфекційними хворобами в країні середній. Найпоширеніші інфекційні захворювання: діарея, гепатит А, черевний тиф, малярія (станом на 2016 рік).
2014 року було зареєстровано 6,7 тис. хворих на СНІД (105-те місце в світі), це 0,04 % населення в репродуктивному віці 15—49 років (122-ге місце у світі). Смертність 2014 року від цієї хвороби становила приблизно 300 осіб (97-ме місце у світі).
Частка дорослого населення з високим індексом маси тіла 2014 року становила 2,4 % (182-ге місце у світі); частка дітей віком до 5 років зі зниженою масою тіла становила 2 % (оцінка на 2014 рік). Ця статистика показує як власне стан харчування, так і наявну/гіпотетичну поширеність різних захворювань.

### Санітарія
Доступ до облаштованих джерел питної води 2015 року мало 78,2 % населення в містах і 47 % в сільській місцевості. Відсоток забезпеченості населення доступом до облаштованого водовідведення (каналізація, септик): в містах — 45,1 %, в сільській місцевості — 27 %, загалом по країні — 31,9 % (станом на 2015 рік). Споживання прісної води, станом на 2005 рік, дорівнює 0,01 км³ на рік, або 97,67 тонни на одного мешканця на рік: з яких 63 % припадає на побутові, 21 % — на промислові, 15 % — на сільськогосподарські потреби.

## Соціально-економічне становище
Співвідношення осіб, що в економічному плані залежать від інших, до осіб працездатного віку (15—64 роки) загалом становить 87 % (станом на 2015 рік): частка дітей — 82,3 %; частка осіб похилого віку — 4,6 %, або 21,7 потенційно працездатного на 1 пенсіонера. Загалом дані показники характеризують рівень затребуваності державної допомоги в секторах освіти, охорони здоров'я і пенсійного забезпечення, відповідно. За межею бідності 2009 року перебувало 36 % населення країни. Розподіл доходів домогосподарств у країні має такий вигляд: нижній дециль — 3,8 %, верхній дециль — 24 % (станом на 2008 рік).
Станом на 2012 рік, в країні 18,99 млн осіб не має доступу до електромереж; 43 % населення має доступ, в містах цей показник дорівнює 83 %, у сільській місцевості — 32 %. Рівень проникнення інтернет-технологій надзвичайно низький. Станом на липень 2015 року в країні налічувалось 2,69 млн унікальних інтернет-користувачів (100-те місце у світі), що становило 8,3 % загальної кількості населення країни.

### Трудові ресурси
Загальні трудові ресурси 2013 року становили 7,983 млн осіб (60-те місце у світі). Зайнятість економічно активного населення у господарстві країни розподіляється таким чином: аграрне, лісове і рибне господарства — 78,6 %; промисловість і будівництво — 5,7 %; сфера послуг — 15,7 % (станом на кінець 2009 року). 2,082 млн дітей у віці від 5 до 14 років (25,3 % загальної кількості, за даними ЮНІСЕФ ця частка більше 30 %) 2015 року були залучені до дитячої праці. Безробіття 2008 року дорівнювало 35 % працездатного населення, 2006 року — 40 % (192-ге місце у світі);

## Кримінал

#### Наркотики

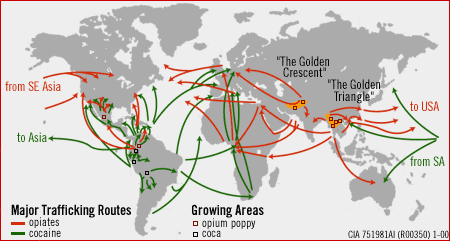
Світові маршрути наркотрафіку

Світовий лідер з виробництва опіуму; загальна площа посівів опійного маку 2014 року дорівнювала 211 тис. га, що на 7 % більше ніж 2013 року — 198 тис. га. На вирощування значний вплив мають посухи. 2007 року виробництво опіатів дорівнювало 6,3 тис. тонн. Талібан та інші антиурядові групи беруть участь в отриманні прибутку від торгівлі опіатами, що є основним джерелом доходу всередині Афганістану; корупція і нестабільність перешкоджають боротьбі з обігом наркотиків. Значна частина героїну, що споживається в Європі і Євразії, має афганське походження. У країні поширене вирощування марихуани, виготовлення гашишу. Афганістан уразливий для відмивання грошей.

### Торгівля людьми
Згідно зі щорічною доповіддю про торгівлю людьми (англ. Trafficking in Persons Report) Управління з моніторингу та боротьби з торгівлею людьми Державного департаменту США, уряд Афганістану докладає значних зусиль в боротьбі з явищем примусової праці, сексуальної експлуатації, незаконною торгівлею внутрішніми органами, але не в повній мірі, країна знаходиться у списку спостереження другого рівня.

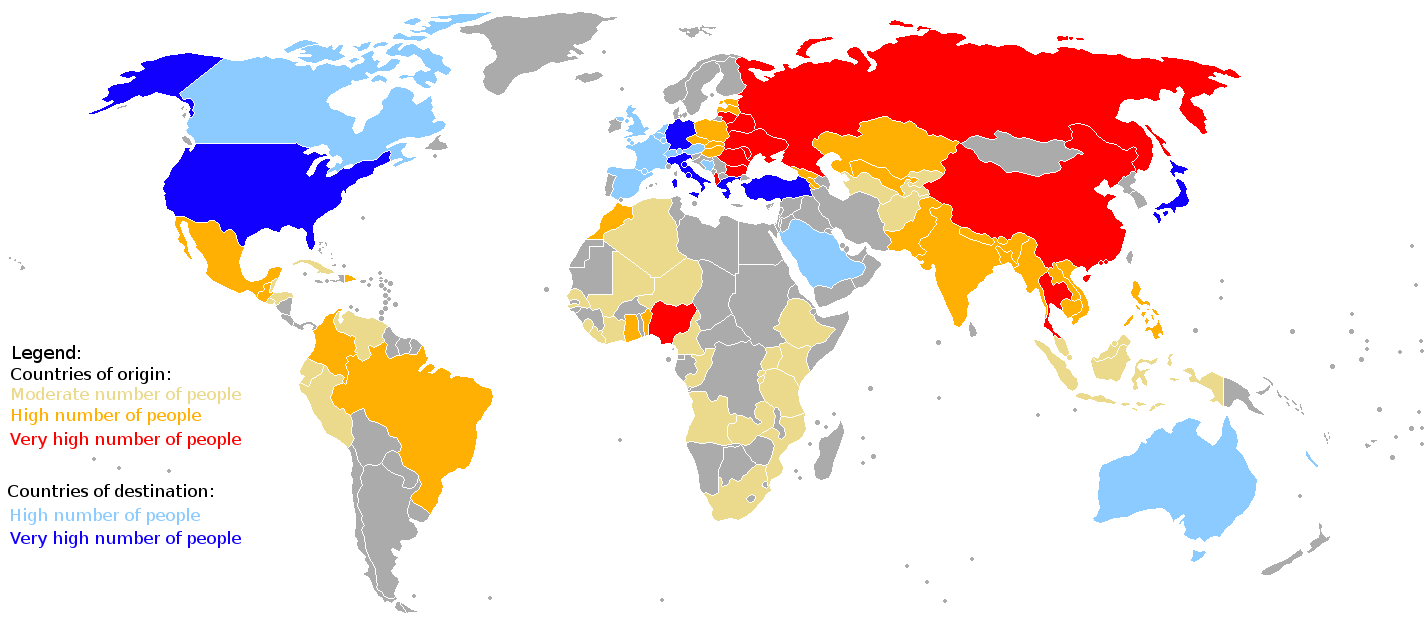
Країни-донори (червоний) і країни-реципієнти кримінальних потоків  (англ.)
Глобальна боротьба з торгівлею людьми (англ.)

## Гендерний стан
Статеве співвідношення (оцінка 2015 року):
- при народженні — 1,05 особи чоловічої статі на 1 особу жіночої;
- у віці до 14 років — 1,03 особи чоловічої статі на 1 особу жіночої;
- у віці 15—24 років — 1,04 особи чоловічої статі на 1 особу жіночої;
- у віці 25—54 років — 1,04 особи чоловічої статі на 1 особу жіночої;
- у віці 55—64 років — 0,97 особи чоловічої статі на 1 особу жіночої;
- у віці за 64 роки — 0,86 особи чоловічої статі на 1 особу жіночої;
- загалом — 1,03 особи чоловічої статі на 1 особу жіночої[1].

## Демографічні дослідження
Демографічні дослідження в країні ведуться рядом державних і наукових установ:

### Українською
- Атлас. 10-11 клас. Економічна і соціальна географія світу / упорядники :  О. Я. Скуратович, Н. І. Чанцева. — К. : ДНВП «Картографія», 2010. — ISBN 978-966-475-639-3.
- Атлас світу / голов. ред. І. С. Руденко ; зав. ред. В. В. Радченко ; відп. ред. О. В. Вакуленко. — К. : ДНВП «Картографія», 2005. — 336 с. — ISBN 9666315467.
- Безуглий В. В. Економічна і соціальна географія зарубіжних країн : Навчальний посібник. — К. : ВЦ «Академія», 2007. — 704 с. — ISBN 978-966-580-239-6.
- Безуглий В. В., Козинець С. В. Регіональна економічна і соціальна географія світу : Навчальний посібник. — видання 2-ге, доп., перероб. — К. : ВЦ «Академія», 2007. — 688 с. — ISBN 966-580-144-9.
- Головченко В., Кравчук О. Країнознавство: Азія, Африка, Латинська Америка, Австралія і Океанія. — К., 2006. — 335 с. — ISBN 966-8939-04-2.
- Гудзеляк І. І. Географія населення: Навчальний посібник / І. Гудзеляк. — Л. : Видавничий центр ЛНУ імені Івана Франка, 2008. — 232 с. — ISBN 978-966-613-599-8.
- Дахно І. І. Країни світу: Енциклопедичний довідник / І. І. Дахно, С. М. Тимофієв. — К. : Мапа, 2011. — 606 с. — (Бібліотека нового українця) — ISBN 978-966-8804-23-6.
- Дахно І. І. Економічна географія зарубіжних країн : навчальний посібник. — К. : Центр учбової літератури, 2014. — 319 с. — ISBN 978-611-01-0682-5.
- Джаман В. О. Регіональні системи розселення: демографічні аспекти. — Чернівці : Рута, 2003. — 392 с. — ISBN 9665685988.
- Дорошенко Л. С. Демографія: Навчальний посібник. — К. : МАУП, 2005. — 112 с. — ISBN 966-608-442-2.
- Дубович І. А. Країнознавчий словник-довідник. — 5-те вид., перероб. і доп. — К. : Знання, 2008. — 839 с. — ISBN 978-966-346-330-8.
- Економічна і соціальна географія країн світу. Навчальний посібник / За ред. Кузика С. П. — Л. : Світ, 2002. — 672 с. — ISBN 966-603-178-7.
- Загальна медична географія світу / В. О. Шевченко [та ін.] — К. : [б.в.], 1998. — 178 с.
- Ігнатьєв П. М. Країнознавство: Країни Азії. — Ч. : Книги-XXI, 2004. — 383 с. — ISBN 966-8029-53-4.
- Книш М. М., Мамчур О. І. Регіональна економічна і соціальна географія світу (Латинська Америка та Карибські країни, Африка, Азія, Океанія) : навч. посіб. — Л. : ЛНУ ім. Івана Франка, 2013. — 368 с. — ISBN 978-617-10-0007-0.
- Крисаченко В. С. Динаміка населення: Популяційні, етнічні та глобальні виміри. — К. : Видавництво Національного інституту стратегічних досліджень, 2005. — 368 с. — ISBN 966-554-083-1.
- Любіцева О. О., Мезенцев К. В., Павлов С. В. Географія релігій. — К. : АртЕК, 1999. — 504 с. — ISBN 966-505-006-0.
- Масляк П. О. Країнознавство. — К. : Знання, 2007. — 292 с. — (Вища освіта XXI століття)
- Масляк П. О., Дахно І. І. Економічна і соціальна географія світу / П. О. Масляк, І. І. Дахно ; за ред. П. О. Масляка. — К. : Вежа, 2003. — 280 с. — ISBN 966-7091-53-8.

### Російською
- (рос.) Афганистан // Демографический энциклопедический словарь / главн. ред. Валентей Д. И. — М. : Советская энциклопедия, 1985. — 608 с.
- (рос.) Афганистан // Страны и народы. Зарубежная Азия. Общий обзор. Юго-Западная Азия / Редкол. : Н. И. Прошин (отв. ред.), И. А. Дементьев и др. — М. : «Мысль», 1979. — 381 с. — (Страны и народы) — 180 тис. прим.
- (рос.) Атлас народов мира / Отв. ред. С. И. Брук и В. С. Апенченко. — М. : ГУГК ГГК СССР и Институт этнографии им. Н. Н. Миклухо-Маклая АН СССР, 1964. — 185 с. — 20 тис. прим.
- (рос.) Численность и расселение народов мира. Этнографические очерки / под ред. С. И. Брука. — М. : Издательство АН СССР, 1962. — 487 с.
- (рос.) Лаппо Г. М. География городов: Учебное пособие для географических факультетов вузов. — М. : Туманит, изд. центр ВЛАДОС, 1997. — 476 с. — ISBN 5-691-00047-0.
- (рос.) Ягельский А. География населения. — М. : Прогресс, 1980. — 383 с.